# Jakobi Anna Mária
Jakobi Anna Mária (korábbi névváltozat: Jakobi Anna, szignó: JA vagy JAM; Tatabánya, 1949. április 25. –) magyar festőművész.

## Életútja, munkássága
A budapesti Képző- és iparművészeti gimnáziumban kezdte tanulmányait, majd az Árpád Gimnáziumban érettségizett 1967-ben. Felsőfokú tanulmányokat Esztergomban folytatott a Tanítóképző Főiskolán. 1977-ben diplomázott. Művészcsoportokban és művésztelepeken alkotott, tagja volt a SZIVÁRVÁNY Alkotócsoportnak, dolgozott a Tokaji-, a Tállyai-, s Budapesti Nemzetközi Művésztelepeken.
Sebestyén József András festőművésszel megalapította a Népház-Játékszín Fantázia Gyermekműhelyt, a tehetséggondozásnak egy szokatlan és sikeres formáját. Tatabányai műtermében dolgozik, nagyméretű táblaképeket, időnként többdimenziós UV-s festményeket, grafikákat, plasztikákat készít. 1984 óta kiállító művész, mind hazai, mind nemzetközi egyéni és csoportos kiállításokon megméretteti alkotásait. Közgyűjtemények őrzik képeit, köztük a tállyai Maillot-kastélyban a Közép-európai Művészeti Gyűjtemény (Báthory Triptichon, Emese álma, Turul legenda); a Tatabányai Múzeum (Csend, Vérszerződés), stb.
Jakobi Anna Mária egyéni festői stílusának jellemzése Wehner Tibor művészettörténész által: Karakteres formarend és színvilág, montázstechnika, geometrikus és valósághű, stilizált elemek keverése, síkszerűség, síkok egymás mellé, és mögé helyezése, motívumhalmozás jellemzi. Mítoszok, a régmúlt történeti korok konkrét és atmoszferikus megidézése, interpretálása, balladisztikus hangvétel...

## Kiállításai (válogatás)

### Egyéni
- 1984 Gyökerek Budapest, KPVDSZ[2] Művelődési Otthon
- 1985 Szerelem 1. Tata, Helyőrségi Művelődési Otthon
- 1985 Szerelem 2. Tatabánya, Úttörőház
- 1986 Lehulló maszkok Bécs, Ti-Salló Galéria
- 1987 Illúziók tárháza Tatabánya, Árpád Szálló
- 1988 Madarak rikoltoznak szerelmeink felett Tatabánya, A Közművelődés háza
- 1989 Kihunyó lángok Budapest, Budapesti Művelődési Központ
- 1991 A Tisza bűvöletében Tokaj, Tokaj Szálló
- 1992 Körforgás Tokaj Templom Galéria
- 1993 Párbeszéd Bejrút, Libanon
- 1996 Sakk a világ Az első UV fényes kiállítás, Budapest, Magyar Kultúra Alapítvány Székháza
- 1996 Játszmák Tatabánya, Jászai Mari Színház Népház
- 1996 Parázs a kézben Tata, Helyőrségi Művelődési Otthon
- 1997 Réz fények, fény-képek Tatabánya, Kölcsey Galéria
- 1997 Időalagút Budapest, Politikatörténeti Intézet
- 1997 Barlangban lakkcipő Budapest, Hotel Gellért
- 1997 Kis-nagy dolgaink fény-üzenete Budapest, Art Cafe /Egyszervolt Csontváry Terem.../
- 1998 Éjszakák és nappalok Alkotói válság, családi problémákkal fűszerezve..Van élet a halál után is........Aztán teljes erővel csak a művészet... Tatabánya, Kortárs Galéria
- 2003 Színes párhuzamok a végtelenben Premier kiállítás. Tatabánya, Kortárs Galéria
- 2004 Csodavárók Tatabánya, óvárosi Közösségi Ház
- 2006 Lila szorongás napkeltekor Tatabánya, Kölcsey Galéria
- 2006 Titkok és legendák 1. korszak Tata, Kiss Panzió
- 2007 Etűdök szomorúságra és dáridóra, a lélek jelbeszédei Tatabánya fesztiválváros, Tavaszi Művészeti Fesztivál, Erkel Ferenc Zeneiskola
- 2007 Domborvonalak igézete Mocs, Önkormányzat
- 2009 Szurok és cukormáz Tavaszi Fesztivál, Tata, Magyary Zoltán Művelődési Központ
- 2009 Szegényszürke madárdallal Jubileumi kiállítás, Tatabánya, Tatabányai Múzeum
- 2011 Fohász Tatabánya, Keri Galéria
- 2011 Metamorfózis Tatabánya, Kölcsey Galéria
- 2013 Jakobi Anna Mária új kiállítása, Budapest, Napvilág Könyves Galéria[3]

### Csoportos
- Kubai Nemzetközi Grafikai Biennálé
- Közép-Európai Művészek kiállításai: Magyarország, (Jászberény, Baja) Románia, Lengyelország
- Életfa kiállítás, Budapest Munkásmozgalmi Múzeum, Budapest
- Nemzetközi Művésztelepek kiállításai, Tokaj, Tállya, Budapest.
- Ezeréves Magyar Államiság Csoma Kiállítás, Kovászna (Románia)
- Tatabányai Őszi Tárlatok, Tatabányai Múzeum
- Az in memoriam országos pályázatok, KORTÁRS GALÉRIA TATABÁNYA
- In memoriam Egon Schiele
- In memoriam Salvador Dali
- In memoriam Assisi Szent Ferenc
- In memoriam Leonardo da Vinci
- In memoriam Csontváry
- Hunyadi Mátyás Országos Pályázat, kiállítás a Stefánia Palotában, Budapesten
- In memoriam Assisi Szent Ferenc, Esztergom, Szent Adalbert Központ
- Hazám, hazám, te mindenem, A HM és a Képzőművészeti Lektorátus országos pályázata, Stefánia Palota, Budapest[4]

## Társasági tagság
- Magyar Alkotóművészek Országos Egyesülete (2002-)

## Díjak, elismerések (válogatás)
- Kassák Képzőművészeti Pályázat 2. díj, Tokaj;
- Művészeti ösztöndíj, Tatabánya;
- Palasovszky Képzőművészeti Pályázat 1. díj, Tokaj;
- Stációk Országos  Képzőművészeti Pályázat 2. díj.
- Tatabánya Város Díszpolgára